# وينفيلد واين سكوت الابن
وينفيلد واين سكوت الابن (بالإنجليزية: Winfield W. Scott, Jr.) هو ضابط أمريكي، ولد في 10 ديسمبر 1927 في هونولولو في الولايات المتحدة.